# Josip Reić
Josip Reić (24 de julio de 1965) es un deportista yugoslavo que compitió en remo como timonel. Participó en los Juegos Olímpicos de Moscú 1980, obteniendo una medalla de bronce en la prueba de dos con timonel.

## Palmarés internacional
| Juegos Olímpicos | Juegos Olímpicos | Juegos Olímpicos  | Juegos Olímpicos |
| Año              | Lugar            | Medalla           | Prueba           |
| ---------------- | ---------------- | ----------------- | ---------------- |
| 1980             | Moscú (URSS)     | Medalla de bronce | Dos con timonel  |